# Internal Bleeding Strawberry
Albums de Olivia
Merry & Hell Go Round
(2003)
Singles
Internal Bleeding Strawberry est le 1er mini album de Olivia, sorti sous le label Cutting Edge le 21 février 2003 au Japon. Il atteint la 2e place du classement de l'Oricon.

## Liste des titres
| 1. | Sea me                       | 3:52 |
| 2. | Solarhalfbreed               | 3:42 |
| 3. | Into The Stars               | 4:24 |
| 4. | Dress me Up                  | 4:54 |
| 5. | Grapefruit Tea               | 2:21 |
| 6. | Color of your Spoon          | 5:57 |
| 7. | Internal Bleeding Strawberry | 1:42 |